# Ống kính Canon EF 11–24mm
EF 11– 24mm lens là ống kính zoom góc cực rộng sản xuất bởi Canon Inc.. Nó được ra mắt ngày 5 tháng 2 năm 2015 và là ống kính góc rộng nhất từng được sản xuất cho DSLR dùng cảm biến full-frame.
Ống kính này dùng ngàm EF cho phép có thể lắp lên các máy dòng EOS. Nó được trang bị thêm các gioăng cao su giúp chống nước và chống bụi, đồng thời nó cũng có các lá khẩu ghép lại tạo ra lỗ khẩu gần tròn. Đây là ống kính zoom góc rộng nhất mà ít méo hình nhất.
Ống kính được trang bị một vài công nghệ mới, độc quyền của Canon như Sub-Wavelength Structure Coating (SWC), Air Sphere Coating (ASC) và Super Spectra Coating (SSC), giúp xử lý lóe sáng và bóng mờ, tối ưu hóa ánh sáng đi vào và tái tạo màu sắc trung thực nhất có thể...

## Thông số kỹ thuật
| Hình ảnh                    |                        |
| Đặc điểm chính              |                        |
| Tương thích với full-frame  | Có                     |
| Ổn định hình ảnh            | Không                  |
| Chống thời tiết             | Có                     |
| USM                         | Có, dạng vòng          |
| Dòng L                      | Có                     |
| Giảm nhiễu xạ quang học     | Không                  |
| Dữ liệu kỹ thuật            |                        |
| Khẩu độ (lớn nhất-nhỏ nhất) | f/4–f/22               |
| Cấu trúc                    | 11 nhóm / 16 thấu kính |
| Số lá khẩu                  | 9                      |
| Khoảng lấy nét gần nhất     | 0,28m (ở tiêu cự 24mm) |
| Độ phóng đại tối đa         | 0.16× (ở tiêu cự 24mm) |
| Góc nhìn ngang              | 117° 10′ – 74°         |
| Góc nhìn dọc                | 95° 10′ – 53°          |
| Góc nhìn chéo               | 126° 05′ – 84° 00′     |
| Dữ liệu vật lý              |                        |
| Khối lượng                  | 1180g                  |
| Đường kính lớn nhất         | 108mm                  |
| Chiều dài                   | 243mm                  |
| Đường kính filter           | rìa                    |
| Phụ kiện                    |                        |
| Hood                        | Liền                   |
| Thông tin ra mắt            |                        |
| Ngày công bố                | 2-2015                 |
| Đang sản xuất               | Có                     |
| Giá khởi điểm US$           | $2,999.00              |

## Ống kính tương tự
- Nikon AF-S 14–24mm f/2.8G IF-ED. Tuy nhiên Canon 11–24mm vẫn có góc rộng hơn Nikon 14–24mm, nhưng chúng có cùng cỡ, khối lượng và công dụng.[3]